# 河野栄子
河野 栄子（こうの えいこ、1946年1月1日 - ）は、日本の実業家。株式会社リクルート特別顧問、DIC株式会社取締役、株式会社東京証券取引所グループ 社外取締役、株式会社東京証券取引所社外取締役。

## 経歴
兵庫県出身。早稲田大学教育学部国語国文学科卒業。1969年、株式会社日本リクルートセンター（現・株式会社リクルート）に入社後、1984年、当時最年少で取締役に就任。以後、常務取締役（1985年）、専務取締役（1986年）、副社長（1994年）、代表取締役社長（1997年）、代表取締役会長兼CEO（2004年）を経て2005年6月より特別顧問。
社団法人経済同友会幹事を務めるとともに内閣府総合規制改革会議（現・規制改革会議）委員・経済産業省産業構造審議会委員など、多くの政府審議会の委員を歴任。その他、「次代を考える会」にて委員長を務め、『Nippon（ニッポン）の夢とムダ』（1998年）を編著。
また同会委員長を務めた教育委員会にて、提言『若者が自立できる日本へ～企業そして学校・家庭・地域になにができるか～』を発表（2003年）。現在、「人口減少化社会を考える委員会」委員長、HOYA株式会社社外取締役、三井住友海上火災保険株式会社社外取締役を務める。

## 略歴
- 1946年1月：兵庫県生まれ
- 1969年3月：早稲田大学教育学部卒業
- 1969年12月：株式会社日本リクルートセンター 入社
- 1984年6月：株式会社リクルート 取締役
- 1985年8月：同社 常務取締役
- 1986年11月：同社 専務取締役
- 1994年7月：同社 取締役副社長
- 1997年6月：同社 代表取締役社長
- 2001年1月：経済産業省産業構造審議会 委員
- 2001年4月：内閣府総合規制改革会議 委員
- 2003年6月：株式会社リクルート 代表取締役兼CEO
- 2003年6月：HOYA株式会社 取締役
- 2004年4月：株式会社リクルート 取締役会長兼取締役会議長
- 2004年6月：三井住友海上火災保険株式会社 社外監査役
- 2004年11月：早稲田大学 理事
- 2005年6月：株式会社リクルート 特別顧問
- 2005年6月：三井住友海上火災保険株式会社 社外取締役
- 2008年6月：三井住友海上グループホールディングス株式会社 社外取締役
- 2008年6月：DIC株式会社 社外取締役
- 2009年6月：株式会社東京証券取引所グループ 社外取締役
- 2009年6月：株式会社東京証券取引所 社外取締役
- 2013年6月：HOYA株式会社取締役退任

## 著書
- 『Nippon（ニッポン）の夢とムダ』編著（1998年）